# Astronia acuminatissima
Astronia acuminatissima är en tvåhjärtbladig växtart som beskrevs av Elmer Drew Merrill. Astronia acuminatissima ingår i släktet Astronia och familjen Melastomataceae.

## Underarter
Arten delas in i följande underarter:
- A. a. palawanensis
- A. a. subcaudata